# Рутенія (фестиваль)
«Рутенія» — всеукраїнський фестиваль каліграфії та шрифту (типографії) у Києві. Був організований уперше у 2009 році художником-графіком Ю. Антоновим.

## Ідея виникнення
Ідея фестивалю виникла у Ю. Антонова на другому-третьому курсі академії. Як зазначав сам художник: «Мені став цікавий цей напрям. Вивчав те, що відбувається в світі, як люди працюють, які прийоми використовують, який продукт виходить. Згодом розумієш, що треба не тільки брати, але хочеться і ділитися досвідом, працювати з однодумцями. З цього все і почалося. Спочатку запросив знайомих людей, з якими вчуся, потім підтримали старші товариші, викладачі Олександр Мікула і Василь Чебаник. Тепер вже підходимо до цієї справи професійно, наскільки це можливо. Поки бажань більше, ніж можливостей. Розумію, що рух і фестиваль можна робити набагато більш насиченим, цікавіше».

## Історія фестивалів

### Фестиваль у 2009 році[2]
Вперше Всеукраїнський фестиваль каліграфії та шрифту «Рутенія» відбувся 26–29 листопада 2009 року в конгрес-холі Київського державного інституту декоративно-прикладного мистецтва і дизайну імені Михайла Бойчука.У програмі першого фестивалю були виставки робіт визнаних класиків-каліграфії: європейської (кириличної), східної (іранської та японської) і робіт молодих художників-каліграфів, виконані інструментами різних світових традицій та різними матеріалами. Зокрема, в експозиції були представлені розробки сучасних українських шрифтових гарнітур, сторінки книг, естампи тощо. Також у рамках фестивалю відвідувачам було представлено спеціально запрошену експозицію з відомої шрифтової акції «Свято Кирилиці», яка щорічно проводиться в м. Харкові, та відбулися лекцій і майстер-класів відомих художників-каліграфів, таких як професор В. Чебаник (Київ), доцент В. Мітченко (Київ), Ю. Антонов (Київ), Г. Заречнюк (Львів), О. Мікула (Київ), Д. Растворцев (Суми), О. Чекаль (Харків), А. Шевченко (Бердянськ).

### Фестивалі 2010–2013 років
Другий Всеукраїнський фестиваль каліграфії та типографії «Рутенія» тривав з 12 по 14 листопада 2010 року на території Київського державного інституту декоративно-прикладного мистецтва і дизайну імені Михайла Бойчука. У програмі фестивалю були представлені майстер-класи, зокрема: «Українська готика» — Ольга В. (художник-графік, каліграф); «Демонстрація сучасного каліграфічного письма на основі автентичної української абетки» — Чебаник В. Я. (художник-графік, каліграф, майстер інтролігації, професор, заслужений діяч мистецтв України, член Національної спілки художників України); «Японська каліграфія» — Шевцова Г. (викладач Японського культурного центру); «Виготовлення шрифту за допомогою картоплі» — Шевченко А. (шрифтовий дизайнер, каліграф) та інші. Також були проведені лекції за такими темами: «Шрифт і ілюстрація у виданнях для дітей», «Етапи розвитку українських рукописних почерків», «Порушуємо. Відхилення у типографії», «Каліграфія і сучасний іранський графічний дизайн» та інші.
Третій Фестиваль каліграфії та типографії «Рутенія» відбувся 19–21 квітня 2013 року в Київському державному інституті декоративно-прикладного мистецтва і дизайну імені Михайла Бойчука. За вже сформованою традицією, окрім виставки каліграфічних і шрифтових плакатів, у рамках фестивалю пройшли лекції, майстер-класи та каліграфічні неподобства на свіжому повітрі. А. Шевченко провів лекцію на тему «Чому нам потрібна нова кирилиця». Основними моментами його виступу бути такі тези: шрифтовим дизайнерам дуже важливо вивчати історичні зразки кирилиці, акцентування горизонталей у шрифті — це наша важлива відмінність від латиниці, несиметричні зарубки властиві нашій традиції шрифту і надають шрифту «український» характер. Фестиваль завершувався воркшоп-пленером від сестер Лопухіних після майстер-класу К. Ткачова «Летерінг з використання підручніх матеріалів». Всі бажаючі отримали кисті і на великих рулонах паперу писали букви разом з майстрами каліграфії.

### Фестиваль 2014 року
У 2014 році фестиваль отримав статус міжнародного. IV Міжнародний фестиваль каліграфії і типографії «Рутенія» пройшов 19–21 вересня 2014 року у Києві. Гаслом фестивалю була фраза: «Благовістити тим, хто живе на землі, і всякій нації, і племені, і наріччю, і народу!».Фестиваль включив у себе виставку каліграфічних і типографічних робіт, проведення лекцій і майстер-класів, наприклад,  майстер-клас Вероніки та Василя Чебаник «Каліграфія в 4 руки». Відвідувачі мали можливість ознайомитись з інформацією про презентацію комп'ютерного шрифту «Кобзар», авторами якого стали  Л. Турецький, Г. Заречнюк та Д. Растворцев. Фестиваль переслідував високу мету поновлення інтересу до каліграфії й типографії в Україні, створення середовища для спілкування каліграфів, шрифтарів, типографів, видавців, людей творчих професій, працівників рекламного бізнесу, студентів художніх закладів та всіх, хто в словах і книгах цінує не тільки зміст, але й вишукану форму. Він є цікавим та корисним досвідом для студентів, для майбутніх дизайнерів, художників та викладачів.